# Sam Brownback
Samuel Dale Brownback dit Sam Brownback, né le 12 septembre 1956 à Garnett, est un homme politique américain, membre du Parti républicain, sénateur du Kansas au Congrès des États-Unis du 7 novembre 1996 au 3 janvier 2011 et gouverneur du même État du 10 janvier 2011 au 31 janvier 2018.
Il est également, entre autres fonctions officielles, membre de la Chambre des représentants fédérale et candidat aux primaires républicaines pour l'élection présidentielle de 2008 avant son abandon annoncé le 19 octobre 2007, faute de financement suffisant.

## Biographie
Sam Brownback est né et grandit à Garnett au Kansas. Il est diplômé en droit de l'université du Kansas en 1982.
Enseignant puis procureur, il est de 1986 à 1993 le secrétaire à l'agriculture du Kansas. Lors des élections de 1994, il est élu à la Chambre des représentants des États-Unis dans le 2e district du Kansas.

### Sénateur du Kansas
En novembre 1996, il est élu au Sénat des États-Unis pour terminer le mandat du sénateur du Kansas, Bob Dole, démissionnaire, candidat républicain à l'élection présidentielle et dont le siège au Sénat, depuis juin, était provisoirement occupé par Sheila Frahm, par nomination du gouverneur du Kansas. Il entre en fonction dès le 7 novembre 1996.
En 1998, Brownback est élu pour un mandat complet de six ans. En 2004, il est réélu avec 69 % des voix contre son adversaire démocrate Lee Jones.
En janvier 2007, il annonce sa candidature à l'élection présidentielle américaine de 2008. Un temps donné comme le possible favori d'un électorat chrétien et conservateur, Brownback a des difficultés à lever des fonds et ne rassemble pas la base religieuse. Il retire sa candidature en octobre 2007, plusieurs mois avant les primaires républicaines,. Les commentateurs politiques estiment alors qu'il va se concentrer sur le poste de gouverneur du Kansas, ayant promis en 1996 de ne pas briguer plus de deux mandats de sénateur.

### Gouverneur du Kansas
En 2010, il annonce qu'il ne sollicitera pas un nouveau mandat de sénateur et présente sa candidature au poste de gouverneur du Kansas. En mai, il mène de près de 31 points son opposant démocrate Tom Holland (en) dans les sondages. Il choisit le sénateur d'État Jeff Colyer comme candidat au poste de lieutenant-gouverneur le 1er juin suivant. Le 2 novembre, il est élu avec 63,28 % des voix contre Holland, dans un contexte d'élections de mi-mandat midterm compliquées pour les démocrates.
Dès son investiture, dans le but de favoriser l'emploi et la croissance, il réduit fortement les impôts sur le revenu (le taux d'imposition baisse de 29 %) et permet à 330 000 agriculteurs et entrepreneurs de ne pas payer d'impôts sur le revenu. En 2012, il lance une grande « expérience » avec des baisses d'impôts historiques à l'échelle du pays pour appliquer une économie de l'offre,. Parallèlement, il baisse également les impôts sur les entreprises et la taxe sur la vente. Il reçoit l'appui de la législature du Kansas, largement dominée par les républicains, pour mener cette politique. Cependant, les résultats sont décevants et l'État se retrouve dans une situation financière difficile. Le gouverneur affirme néanmoins que sa politique est la bonne, pointant le faible taux de chômage dans l'État.
Il est candidat à un second mandat en 2014. Dans ce bastion républicain, il est mené dans les sondages par Paul Davis, leader de la minorité démocrate à la Chambre des représentants du Kansas. Plus de cent élus du Parti républicain soutiennent Davis, notamment en raison des fortes baisses de dépenses dans l'éducation menées sous Brownback. Les sondages se resserrent dans les dernières semaines et le gouverneur est finalement réélu avec 50 % des voix contre 46,1 % pour le démocrate.
La situation financière de l'État s'aggrave au début de son second mandat. Les coupes budgétaires se poursuivent à l'université, dans les pensions de retraite des enseignants et les projets autoroutiers.
En 2016, la législature du Kansas est renouvelée. Lors des primaires républicaines du mois d'août, de nombreux sénateurs et représentants conservateurs proches de Brownback sont battus par des candidats modérés. Parmi eux, Terry Bruce, le chef de la majorité au Sénat. L'impopularité du gouverneur et de sa politique est jugée responsable de cette défaite, même si le porte-parole du gouverneur pointe davantage un sentiment « anti-sortant »,. Lors des élections générales, les républicains perdent plusieurs sièges. Au printemps 2017, les républicains modérés et les démocrates s'allient pour augmenter les impôts, malgré le veto de Brownback.

### Ambassadeur itinérant des États-Unis pour la liberté religieuse internationale
En tant que sénateur, Brownback a travaillé activement sur la question de la liberté religieuse dans de nombreux pays et a été l'un des principaux promoteurs de la Loi de 1998 sur la liberté religieuse internationale (International Religious Freedom Act), qui a conduit à la création de la Commission des États-Unis sur la liberté religieuse internationale (USCIRF).
En juillet 2017, il est nommé ambassadeur itinérant des États-Unis pour la liberté religieuse internationale (en) par le président Donald Trump. Sa nomination doit être validée par le Sénat. Il est alors le deuxième gouverneur le plus impopulaire du pays, derrière Chris Christie, avec 66 % d'opinions défavorables sur son action. Sa nomination n'est validée qu'en janvier 2018, grâce à un vote du vice-président Mike Pence brisant l'égalité des voix entre 49 républicains « pour » et 49 démocrates « contre ».
Durant son mandat, dans le cadre des purges suivant la tentative de coup d'État de 2016 en Turquie, il doit gérer l'incarcération et le procès du pasteur Andrew Brunson. Il s'agit de l'un des principaux dossiers problématiques entre les États-Unis et la Turquie. Officiellement, le pasteur Brunson est jugé parce qu'il est accusé de vouloir fragmenter religieusement la Turquie en évangélisant des Turcs (les chrétiens ne représentent qu'un peu plus de 0.1% de la population turque) afin de créer de l'instabilité qui profiterait aux gulénistes et au PKK ; de « terrorisme » à cause de rencontres avec des gulénistes présumés mais aussi pour avoir dit des messes dédiées aux Kurdes et avoir utilisé le terme « Kurdistan » ; et d'espionnage politique et militaire. En rapportant l'accusation, Le Figaro note avec ironie « Il y aurait donc un complot politico-religieux entre un pasteur évangélique, un mouvement musulman sunnite et un parti marxiste-léniniste ». En réalité, le président turc Recep Tayyip Erdoğan avait proposé en septembre 2017 d'échanger Brunson contre Fethullah Gülen, qu'il accuse d'être l'instigateur de la tentative de coup d'État de 2016 en Turquie (et accessoirement de l'assassinat de l'ambassadeur russe Andreï Karlov), réfugié aux États-Unis et dont le gouvernement américain refuse l'extradition. Le procès de Brunson serait alors un moyen de faire pression diplomatiquement sur les États-Unis. Sam Brownback se rend en Turquie, avec le sénateur ultraconservateur Thom Tillis, pour assister en personne à l'ouverture du procès, le 16 avril 2018. La prochaine audience est fixée au 7 mai 2018. À la deuxième audience - au cours de laquelle Brunson est accusé d'avoir voulu fonder un État kurde chrétien dirigé par le PKK - Sam Brownback n'est pas présent, il est remplacé par la vice-présidente de la Commission américaine sur la liberté religieuse internationale Sandra Jolley ; le procès est ajourné au 18 juillet. Brunson est placé en résidence surveillée, fin juillet 2018, en attendant la suite du procès. Washington réagit le 1er août en saisissant des biens et avoirs de Süleyman Soylu et Abdulhamit Gül, les ministres turcs de l'Intérieur et de la Justice, et interdit aux Américains d'avoir des relations commerciales avec eux. Ankara menace alors de rétorsions. L'affaire est alors transférée au chef de la diplomatie américaine Mike Pompeo, qui doit rencontrer son homologue turc Mevlüt Cavusoglu à Singapour pour demander la libération du pasteur Brunson. Le 12 octobre 2018, Brunson est condamné à trois ans et demi de prison ; cependant, ayant déjà passé cette durée en résidence surveillée, le tribunal d'Aliaga estime qu'il a purgé sa peine et le laisse repartir libre. Le 13 octobre, Brunson rentre aux États-Unis, où il rencontre le président Donald Trump, qui déclare « Notre sentiment à l’égard de la Turquie a changé par rapport à avant, et je pense que nous avons une chance de vraiment nous rapprocher avec la Turquie ».
Après son mandat d’Ambassadeur, terminé en janvier 2021, Brownback reste un défenseur très actif de la liberté religieuse. Il est le président du Comité national pour la liberté religieuse (NCRF),, une coalition œcuménique qui oeuvre à « défendre la liberté religieuse de chaque Américain » et qui organise, depuis 2024, une conférence annuelle donnant aux responsables religieux américains « les moyens de défendre leur liberté de religion ».
Il est également le co-président du Sommet pour la liberté religieuse internationale (IRF) aux côtés de Katrina Lantos Swett, une personnalité également engagée dans la défense des droits humains et de la liberté religieuse. En 2024, ce sommet rassemble plus de 1500 participants de 41 pays et 90 organisations partenaires.

### Vie privée
Brownback est marié et père de cinq enfants dont deux ont été adoptés.

## Prises de position
Brownback est un républicain conservateur qui a comparé la recherche sur les cellules souches à l'holocauste. Converti au catholicisme, il est un opposant à l'interruption volontaire de grossesse (IVG) dans tous les cas sauf celui d'atteinte à la vie de la mère.
En 2007, il s'est tout autant opposé à l'envoi de troupes supplémentaires en Irak et a critiqué la gestion de la guerre d'Irak par l'administration de George W. Bush, mais il a également critiqué les différentes positions sur ce sujet du Parti démocrate. Il est le coauteur avec le sénateur démocrate Jon Corzine d'une loi dénonçant la responsabilité des autorités locales dans le génocide au Darfour (Soudan).
Brownback est connu pour avoir drastiquement baissé les taxes prélevées par l'État au poste de gouverneur, bien que cela ait provoqué une augmentation du déficit. Il est en outre remarqué à l'échelle du pays pour son combat contre les jeux vidéo dits à caractère violent. Il passe pour un anti-jeu « modéré » et réclame plus de vigueur au niveau du système de classification des jeux.